# Il viaggio dell'elefante
Il viaggio dell'elefante è un romanzo di José Saramago, è uscito in Portogallo nel 2008 ed è stato tradotto in Italia nel 2009. Si svolge nel pieno delle guerre di religione.

## Trama
Protagonista è l'elefante Salomone, che il re del Portogallo, su consiglio della pia sposa, Caterina d'Austria, decide di donare all'Arciduca d'Austria Massimiliano, al momento reggente in Spagna. Inizia così il viaggio, surreale e pittoresco, dalla Spagna verso Vienna. Il dono reale è accompagnato da folta scorta militare, da preti, da cavalli e buoi, ma, soprattutto, dal suo affezionato custode indiano, Subhro. L'avventurosissimo percorso, per terra e per mare e attraverso il valico del Brennero è seguito da folle stupite e festanti, fino all'arrivo a Vienna. Con l'ironia che gli è solita e con una leggerezza nuova, Saramago trascina il lettore nelle piccole storie che fanno la Storia.

## Edizioni italiane
- Saramago, Il viaggio dell'elefante, traduzione di Rita Desti, collana "Super ET", Torino, Einaudi, 2009,  p. 202, ISBN 978-88-06-19433-8.